# Agapetus tadzhikorum
Agapetus tadzhikorum är en nattsländeart som beskrevs av Ivanov 1992. Agapetus tadzhikorum ingår i släktet Agapetus och familjen stenhusnattsländor. Inga underarter finns listade i Catalogue of Life.